# 秋田県道274号中村上吉野線
秋田県道274号中村上吉野線（あきたけんどう274ごう なかむらかみよしのせん）は、秋田県横手市を通る一般県道である。

## 概要
横手市南部の山中・増田町狙半内字中村から路線が始まり、狙半内川に沿って北上し、成瀬川を渡って上吉野集落で国道342号に至る。
路線の途中には横手市天下森スキー場があり、また起点から先は市道が直通し横手市増田町狙半内字上畑まで続く。

### 路線データ
- 総延長 : 5.639 km[2]
- 実延長 : 5.639 km[2]
- 起点 : 秋田県横手市増田町狙半内字中村137番1地先[3]北緯39度9分12.9秒 東経140度37分36.6秒
- 終点 : 秋田県横手市増田町吉野字向野6番1（国道342号交点）[3]北緯39度11分54.1秒 東経140度36分25.1秒
- 未供用区間 : なし[2]

## 歴史
- 1972年（昭和47年）11月9日 - 秋田県道に認定される[3]。

## 路線状況

### 冬期閉鎖区間
- なし[4]

### 交通不能区間
- なし[5]

## 地理

### 交差する道路
| 施設名         | 接続路線名 | 備考 | 所在地                   |
| -------------- | ---------- | ---- | ------------------------ |
|                |            | 起点 | 横手市増田町狙半内字中村 |
| 新藤柳田交差点 | 国道342号  | 終点 | 横手市増田町吉野字向野   |

### 沿線の施設
- 釣りキチ三平の里
  - 天下森スキー場